# 동물 언어

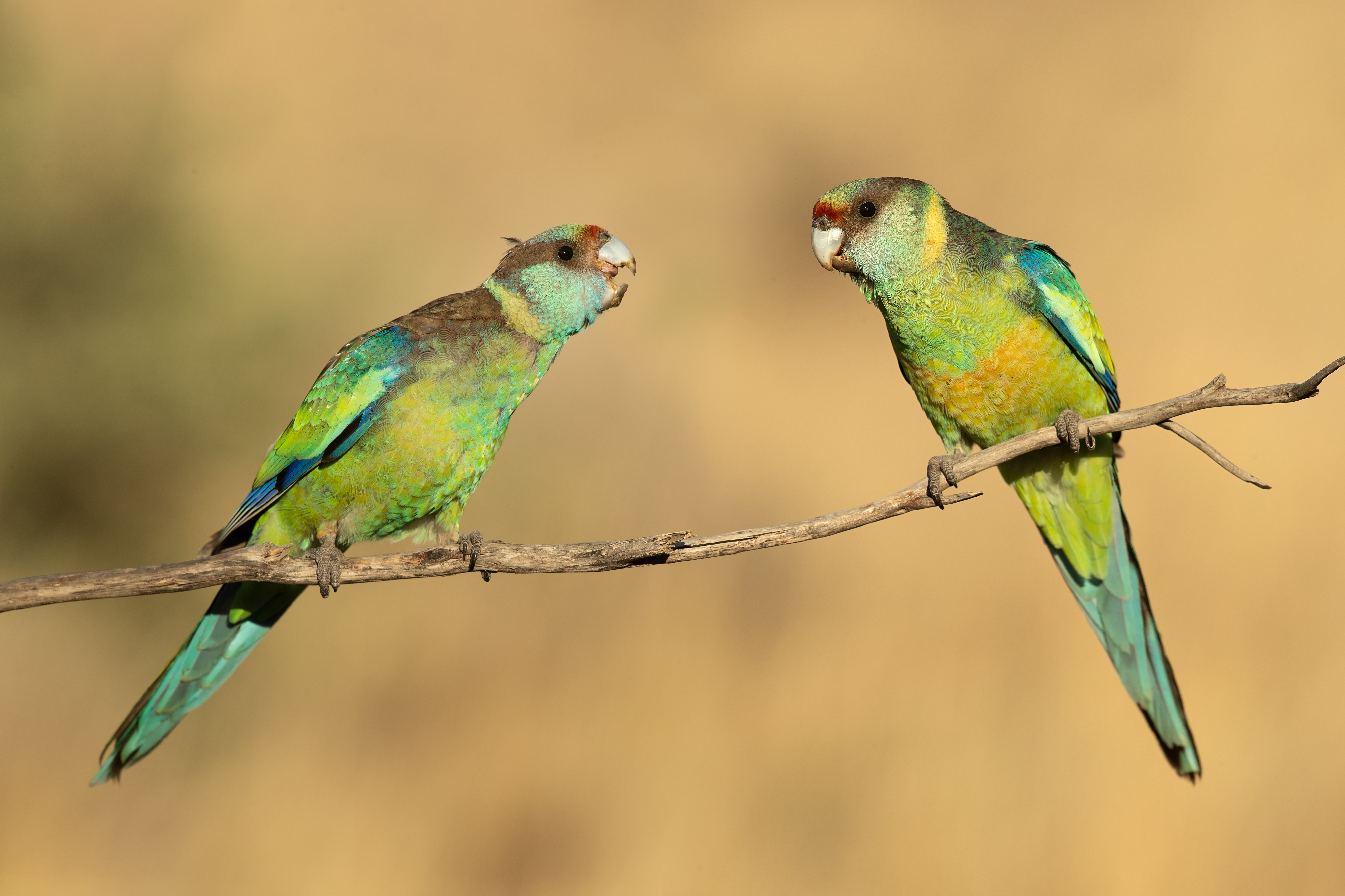
앵무새

동물 언어는 인간의 언어와 유사성을 보이는 비인간 동물의 의사소통 형태이다. 동물은 소리나 움직임 등 다양한 신호를 통해 의사소통한다. 동물들 사이의 수화는 기호 목록이 충분히 크다면 언어의 한 형태로 간주될 수 있다. 표시는 상대적으로 임의적이며 동물은 어느 정도의 의지로 표시를 생성하는 것 같다(대개 얼굴 표정을 포함하여 상대적으로 자동으로 조건화된 행동이나 무조건적 본능과 반대). 실험적 테스트에서 침팬지와 보노보의 어휘력 사용을 통해 동물 의사소통이 입증될 수도 있다.
많은 연구자들은 동물의 의사소통에는 다양한 상황에서 새로운 패턴의 신호를 생성하는 인간 언어의 핵심 측면이 부족하다고 주장한다. 대조적으로 인간은 일상적으로 완전히 새로운 단어 조합을 생성한다. 언어학자인 찰스 호켓(Charles Hockett)을 포함한 일부 연구자들은 인간의 언어와 동물의 의사소통이 너무 달라서 기본 원리가 서로 관련이 없다고 주장한다. 따라서 언어학자인 토머스 세벅은 동물 기호 시스템에 "언어"라는 용어를 사용하지 말 것을 제안했다. 그러나 마크 하우저(Marc Hauser), 노엄 촘스키, W. 테쿰세 피치(W. Tecumseh Fitch)를 비롯한 다른 언어학자 및 생물학자들은 동물 언어와 인간 언어의 의사소통 방법 사이에 진화적 연속체가 존재한다고 주장한다.

## 같이 보기
- 동물 인지
- 동물 의식
- 조련사
- 생물기호학
- 언어학
- 조작적 조건화
- 언어의 기원
- 수화
- 마음 이론

연구자
- 마이클 토마셀로
- 프란스 드 발

동물
- 큰흰코원숭이
- 코코 (고릴라)
- 앵무새
- 벌새
- 아메리카밍크
- 명금류